# Фиске-Харрисон, Александр
Александр Руперт Фиске-Харрисон (род. 22 июля 1976, Лондон, Англия, Великобритания) — английский писатель, журналист, телеведущий, актёр и защитник природы. Известен своим глубоким погружением в предмет своих исследований.
Для своей первой книги, «Into The Arena: The World Of The Spanish Bullfight», вдохновленной такими произведениями Эрнеста Хемингуэя, как «Смерть после полудня» и «Опасное лето», стал матадором; для второй — «The Bulls Of Pamplona» — принял участие в ежегодном беге быков. В настоящее время для своей новой книги (предварительное название которой «The Land Of Wolves») занимается исследованиями волков и взаимоотношениями между ними и людьми.

## Биография
Александр Фиске-Харрисон родился 22 июля 1976 года в Лондоне и он является младшим сыном банкира Клайва Фиске-Харрисона. Его брат Жюль Уильям Фиске-Харрисон был профессиональным лыжником, который погиб в Церматте, Швейцария, в 1988 году.
Александр Фиске-Харрисон изучал биологию и философию в Оксфорде и в Лондонском университете. Так же он являлся одним из учеников нью-йоркской консерватории Стеллы Адлер в то время, когда её председателем был Марлон Брандо (также Фиске-Харрисон был консультантом на премии Оскар в вопросе о короткометражном кинофильме Universal Pictures о Брандо, «Listen To Me Marlon»).

## Журналистика
Фиске-Харрисон писал для многих газет и журналов, среди которых The Times, Financial Times, Daily Telegraph, The Times Literary Supplement, GQ The Spectator, Prospect, ABC, El Norte de Castilla, ¡Hola! и Condé Nast’s Tatler,а также давал комментарии для таких вещательных корпораций, как BBC, CNN, Al-Jazeera, Discovery Channel, US National Public Radio и Australian Broadcasting.
Фиске-Харрисон писал о волках, собаках, домашнем скоте, лошадях и обезьянах, часто делая акцент на человеческом восприятии животных и взаимоотношениях с ними.

## Испания

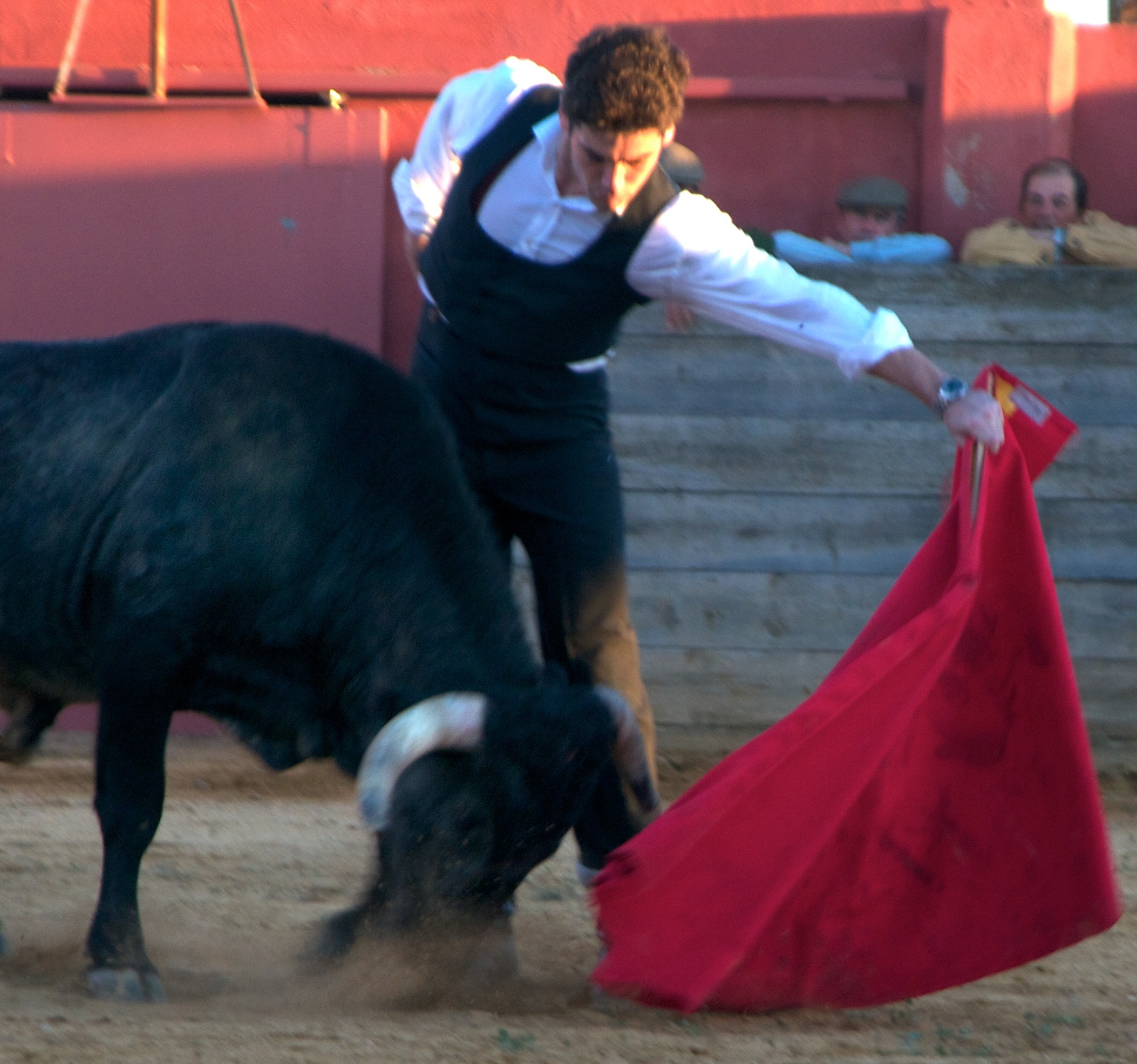
Фиске-Харрисон матадор. Пальма-дель-Рио, Кордова, Испания (5 ноября 2010 года)

### Коррида
После написания в сентябре 2008 года эссе о корриде для журнала Prospect, Фиске-Харрисон всерьез увлекся этой темой и посетил Испанию для дальнейшего исследования этой темы. Там он жил, тренировался и сражался с такими матадорами, как Хуан Хосе Падилья, Эдуардо Давила Миура и Каэтано Ривера Ордоньес, чей отец матадор Пакирри был убит во время боя и чей дед Антонио был другом Эрнеста Хемингуэя и героем его произведения «Опасное лето». О своем опыте Фиске-Харрисон написал в своем блоге The Last Arena: in Search of the Spanish Bullfight.

#### «Into The Arena: The World Of The Spanish Bullfight»
Книга-исследование была опубликована в 2011 году издательством Profile Books и получила 4 звезды в рецензии от Mail on Sunday с комментарием: «Описания боев убедительны и лиричны… Читая, начинаешь понимать, что именно пленяло испанцев веками»; The Sunday Times в своей рецензии указали, что книга «обеспечивает захватывающее введение в искусство и опасность Испании».
«Развивая пристрастие ко всему ужасающему зрелищу, талант автора заключается в том, что читатель не испытывает отвращения к происходящему» — из рецензии Daily Mail.
«К чести Фиске-Харрисона, он не преступил свои моральные принципы в отношении корриды» — из рецензии Financial Times.

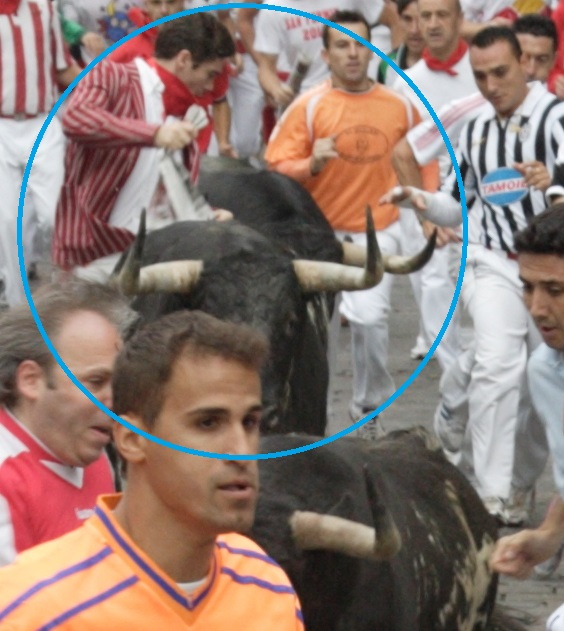
Фиске-Харрисон на бегах быков в Памплоне, 7 июля 2010 года

### Бег быков (Энсьерро)
Для своего нового исследования в 2009 году Фиск-Харрисон участвовал в забегах с быками в Памплоне, в провинции Наварра, в пригороде Мадрида Сан-Себастиан-де-лос-Рейес и на территории Старой Кастилии; в последнем пункте назначения Фиске-Харрисон был за литературную работу об энсьерро в 2013 году.

#### «The Bulls Of Pamplona»
Весной 2014 года Фиске-Харрисон стал соавтором и редактором книги «The Bulls Of Pamplona», изданной с предисловием мэра Памплоны; в создании книги также приняли участие Джон Хемингуэй, внук Эрнеста Хемингуэя, и Беатрис Уэллс, дочь Орсона Уэллса. В книге есть несколько глав с советами опытных американских и испанских участников энсьерро.

## Актёрская карьера
Театральный актёрский дебют Фиске-Харрисона состоялся в роли Говиана в пьесе «The Second Maiden’s Tragedy», поставленной в лондонском театре (ставилось и на немецкой сцене). Как киноактёр дебютировал в независимом фильме Великобритании и Италии.

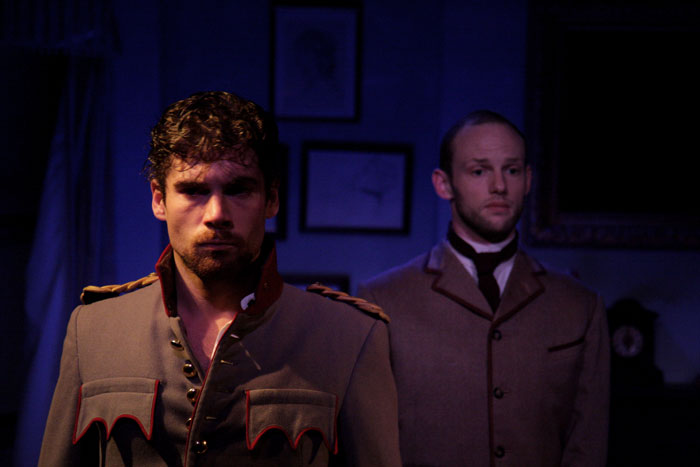
Александр Фиске-Харрисон и Гарет Кеннерли в спектакле Фиске-Харрисона «The Pendulum»

### «The Pendulum»
«The Pendulum» — это спектакль Александра Фиске-Харрисона, состоит из 2-х актов и длится 4 часа, где действия разворачиваются в 1900 году. Первая постановка прошла летом 2008 года в театре лондонского Вест-Энда.
Рецензент The Guardian Майкл Биллингтон дал спектаклю 3 звезды с комментарием «Сам драматург играет героя с правильной покерной вспыльчивостью… Это подталкивает найти куда более интересную, без постельной тоски пьесу. Зритель уходит с ощущением, будто попал на урок истории».
The Sunday Times «что-то серьёзное, красивое, но несколько сдержанное».